# Oryx Douala
Oryx Club de Douala je kamerunský fotbalový klub z města Douala. Hraje na stadionu Stade de la Réunification. Barvami jsou žlutá a černá.

## Historie
Klub byl založen roku 1927.
Klub byl úspěšný v 60. letech, kdy vyhrál první ročník Poháru mistrů.

## Úspěchy
- Kamerunská liga (5): 1961, 1963, 1964, 1965, 1967
- Kamerunský pohár (4): 1956, 1963, 1968, 1970
- Pohár mistrů CAF (1): 1965